# King’s College London
A King's College London egy brit elitegyetem, a Londoni Egyetem egyik alapító tagintézménye. IV. György király és Arthur Wellesley miniszterelnök alapította. A King's megalapítására kiadott uralkodói charta előtt csak az Oxfordi Egyetem és a Cambridge-i Egyetem szerzett ilyen kiváltságot, így a harmadik brit egyetemként nyitotta meg kapuit 1829-ben. A King’s tudományos körökben nagyon neves intézménynek számít. A Times Higher Education felmérése szerint ez Európában az ötödik, világviszonylatban a 22. legjobb egyetem. Történelem, politika, filozófia, zene, fogászat és jog területen kiadott diplomái különösen erősek, a nemzeti versenyeken gyakran vannak benn az első öt között. A King's a brit elitegyetemeket tömörítő Russell-csoport (Russell Group) egyik alapító tagja. Európában itt van a legnagyobb oktatási célú egészségtudományi központ, s hat gyógyászati kutatóbizottságnak itt van a székhelye. Ez több, mint akárhol máshol a világban, s ez az összes ilyen brit intézménynek több mint a negyedét jelenti. Ma az egyetemnek kilenc oktatási részlege van, melyek a Temze partján, London központjában fekvő négy, valamint a dél-londoni Denmark Hillen lévő kampuszokban vannak elhelyezve.
Itt végzettek közül 14 Nobel-, 3 Oscar-, 3 Grammy-, 1 Emmy-, 1 Golden Globe- és 1 Booker-díjas, számtalan állam- és kormányfő került ki, valamint nemzetközi szervezetek vezetői is.

## Története
A IV. György védnökségének emléket állítva King’s-nek elnevezett iskolát 1829-ben azt követően alapították, hogy 1826-ban létrehozták a ma University College London néven ismert London Universityt. Az UCL-t zsidók, utlilitáriánusok, nemanglikán keresztények valamint világi intézmények támogatásával alapították azért, hogy "a középosztálybeli, 15 vagy 16 és 20 év közötti fiatalságot" oktassa. Azért volt szükség ilyen intézmény megalapítására, mert Oxford és Cambridge egyetemei abban az időben csak a gazdag anglikánok fiait tanították. A University College London (UCL) megalapítása egybeesett azzal, hogy a kormány egyre kevésbé támogatta az egyházat, s ez valójában "egy olyan ellenkező vihart indított el, mely tombolni kezd, s felemésztett minden, még meglévő energiadarabot." Dr George D'Oyly tiszteletes, a Lambeth rekotra és a chamberwelli Wilson's School igazgatója ellenezte az iskola világi voltát, s egy nyílt levelet tett közzé, melyben egy versenytárs intézmény felállítását szorgalmazta. Ez vallási, még pontosabban anglikán szemléletű lett volna, mely hallgatóiba belenevelte volna "a vallási cselekedeteket úgy, ahogy azt a Nemzeti Egyház előírta." Ez arra késztette Arthur Wellesleyt, az akkori miniszterelnököt, hogy összehívjon egy ülést, melyen 1828. június 21-én megalapították a King’s-t. Azon törekvését, mellyel egyszerre támogatta az anglikanizmust és ezzel egy időben adott majdnem teljes polgárjogot a katolikusoknak, 1829 elején George Finch-Hatton ellenállását váltotta ki. Ennek eredménye az lett, hogy az év március 21-én a Battersae Téren párbajra került sor. Mindketten szándékosan céltalanul lövöldöztek, s egyikük sem sebesült meg. Az egyetemen a "Párbajnapot" most is minden év március 21-én megrendezik, s mindig más-más eseménynek adnak ilyenkor helyet.

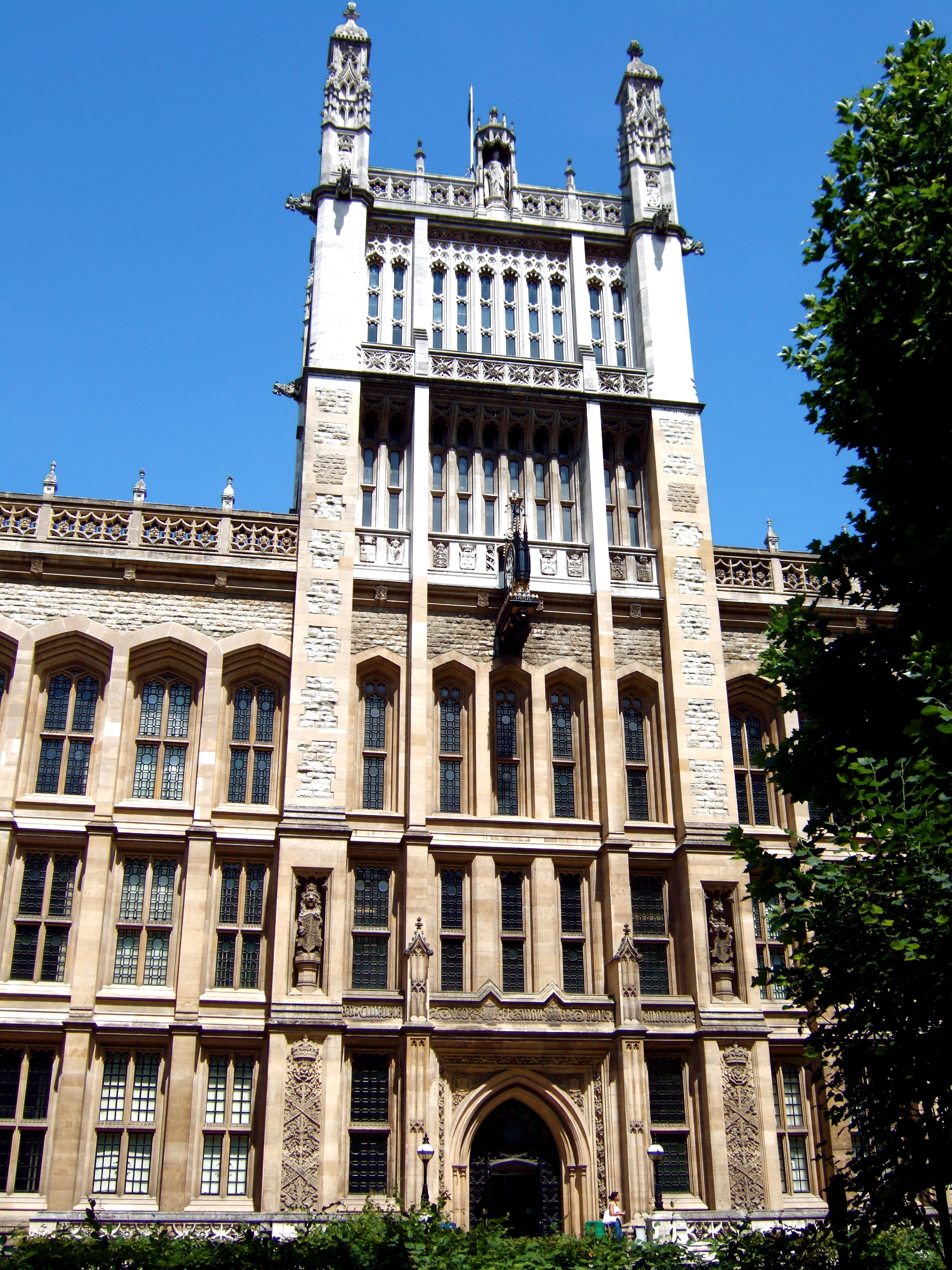
A Chancery Lane-en lévő Maughan Könyvtár az iskola legnagyobb könyvtára.

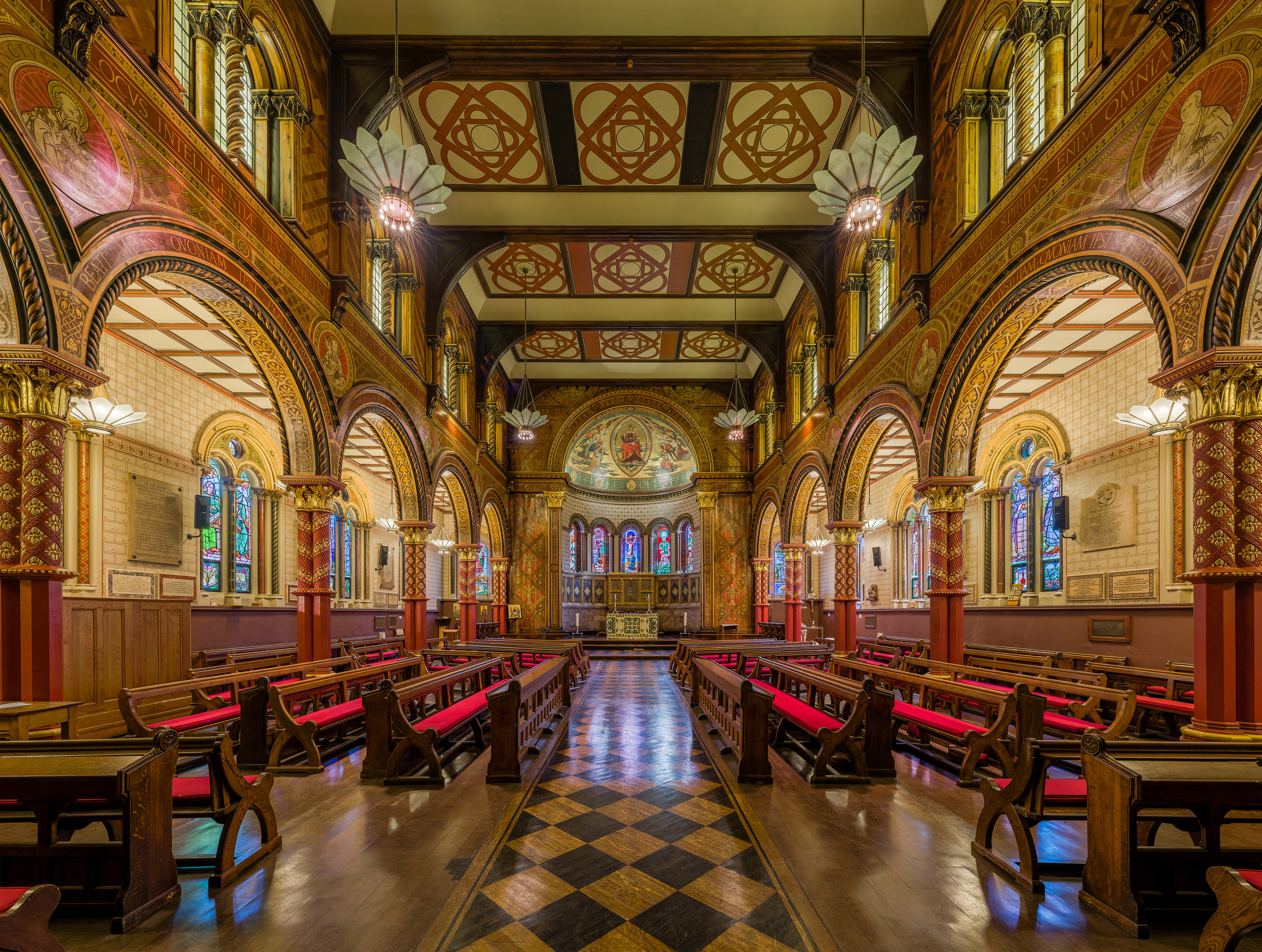
A King's College London Chapel

A King's 1831-ben Oxfordhoz a megtévesztésig hasonló tudományos arculattal nyitotta meg kapuit. Az alapítók szándéka és az egyetem szívében lévő kápolna ellenére az induláskor kiadott tájékoztató megengedte, hogy "mindenféle nonkonformista szabadon beléphessen az egyetemre." A kémia, az angol irodalom és a kereskedelem ott volt a felajánlott kurzusok között. Ebben az időben még sem a King’s, sem a "London University" nem tudott fokozatot biztosítani, ami a praktizálni kívánó orvosoknak problémát jelentett. A problémára az nyújtott megoldást, hogy a London University vezetőségét irányító Henry Broughamet kinevezték lordkancellárrá. Ebben a posztjában automatikusan a King’s vezetője is lett. Miután felismerte, hogy a kormány nem akar fokozatadományozó jogkört biztosítani London két egyetemének, emiatt a tárgyalások végén olyan megállapodás született, mely alapján a két intézmény 1836-ban összeolvad, létrehozza a "University of London" nevű egyetemet, s a "London University" egy alacsonyabb rangú felsőoktatási intézmény lett.
A King's professzorai meghatározó szerepet játszottak a XIX. századi társadalmi és tudományos haladásban, mivel a felsőoktatást megnyitották a nők és a munkásosztály előtt, valamint lehetőséget biztosítottak éjszakai tanulásra. Talán Rosalind Franklin és Maurice Wilkins munkássága volt a legjelentősebb tudományos kutatás az egyetem falai között, melynek eredményeinek felhasználásával James D. Watson és Francis Crick feltérképezték a DNS szerkezetét. Ezen kívül a King’s még számos fejlesztésben játszott kiemelkedő szerepet, melyek eredményei átalakították az életet. Ezek közé tartoznak azok a kutatások, melyek révén megalkották a rádiót, a televíziót, a mobiltelefont és a radart.
A King’s első, végzettséget igazoló rangja a King’s College Munkatársai, AKC volt. Az etika és teológia kérdéseivel foglalkozó kurzus még ma is elérhető az egyetem azon hallgatóinak (és alkalmazottainak), akik az alap akadémiai végzettséget biztosító tanulmányaik mellett elvégeznek még egy opcionális hároméves tanfolyamot. A vizsga sikeres letétele feljogosítja a végzett hallgatókat, hogy nevük után használják az AKC rövidítést.

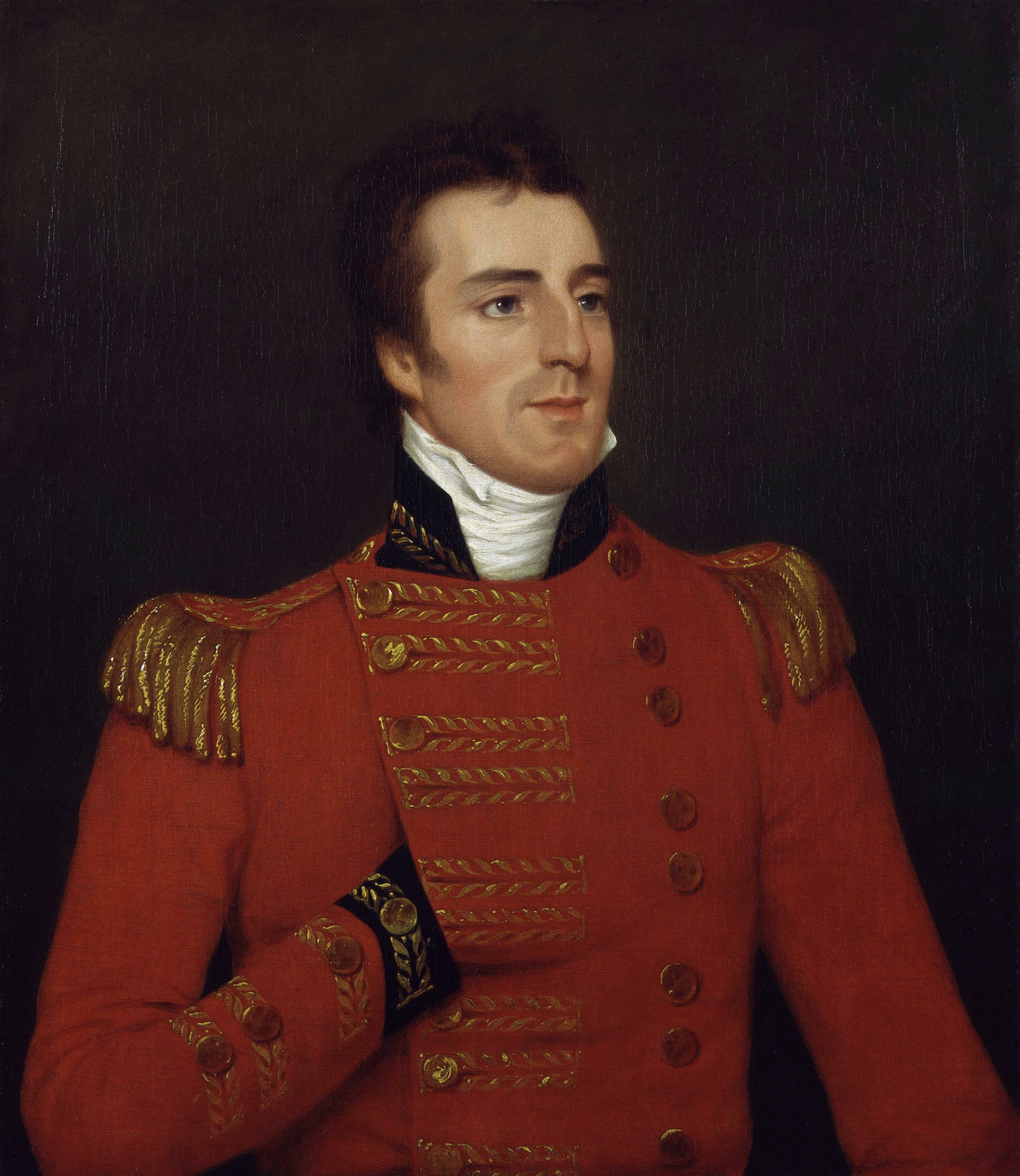
Arthur Wellesley, Wellington első hercege 1829-ben párbajt vívott Winchilsea 10. grófja, George Finch-Hatton között. Ez amiatt robbant ki, mivel a herceg támogatta az ír katolikusok jogait, és az újonnan megalapított King’s College függetlenségét.

A mai egyetem számos összevonás után alakult ki. 1985-ben összevonták az Erzsébet Királynő Főiskolával (Queen Elizabeth College) és a Chelsea-i Tudományos és Technológiai Főiskolával. Később csatlakozott még a Pszichiátriai Intézet és a Guy’s és St Thomas’ Kórházak Egyesített Orvosi és Fogorvosi Iskolája. Florence Nightingale ápolók számára kialakított gyakorlóiskolája jelenleg Florence Nightingale Betegápolási és Szülészeti Iskola néven működik. Ma az egyetemnek kilenc oktatási részlege van.
Az egyetem megalapításakor létrehozták ennek a Junior részlegét is, a King’s College Iskolát. Eredetrileg a strandi épületben volt elhelyezve, de 1897-ben átköltözött Wimbledonba. A King’s College Iskolának ma nincs köze az egyetemhez.
2003-ban a College megszerezte azt a jogot, hogy saját nevében adhat ki fokozatokat. Ezt a jogot egészen 2007-ig nem használta az egyetem. Ekkor jelentette be, hogy a szeptemberben tanulmányaikat megkezdők nem a Londoni Egyetem, hanem a King’s diplomáját fogják kezükhöz kapni. Azonban a mostani diplomák is tartalmaznak arra való utalást, hogy a King’s a Londoni Egyetem társintézménye. Minden olyan hallgatónak, akinek 2007 augusztusában még legalább egy évnyi tanulmányi ideje hátra volt, felajánlották, hogy választása szerint vagy a Londoni Egyetem, vagy a King’s diplomáját kaphatja meg.

## Tudományos elismertsége
A King’s tudományos elismertséggel büszkélkedhet. A The Guardian újság szerint a King's College London, a Londoni Közgazdasági Iskola, az Imperial College London és a University College London mindegyikének akkora a nemzetközi elismertsége, melyet ebben az országban csak Oxfordé előz meg. 2008-ban a The Times újság a King’s-et az ország 10. legjobbjaként minősítette, míg ugyanebben az évben a king’s a The Sunday Times listáján 12., a Guardianén 12., a Times Higher Education Supplementben 5., a The Daily Telegraphnál 17., a The Independentnél pedig 15. lett. Nemzetközi tekintetben a Times Higher Education QS Egyetemek Világrangsora sorában a King’s a világ 22. legjobb egyeteme, míg a The G-Factor World Rankings a King’s-et a 32. helyre rakta, a Shanghai Jiao Tong Egyetem A Világ Egyetemeinek Tudományos Rangsorán a King’s College a 81. helyen szerepel. A Times 2009-es Jó Egyetemek Útmutatója (Good University Guide) sazerint számos, a King’s-en tartott oktratás az ország első öt legjobbja között van. Ilyen szakterület a jog, a történelem, a politika, a klasszikus ismeretek, a spanyol, és a portugál nyelv, a zene, a fogászat, az ápolás és az élelmezési tudományok. A Fogászati Intézetet "Oxbridge-i Fogászatnak" is nevezik, mivel a cambridge-i és az oxfordi Egyetemen nincs fogászképzés. A kutatás minőségét mérő skálán az egyetem 24 tudományteröleten kapott 5 vagy 5* minősítést, ami azt jelzi, hogy ezek a kutatások nemzetközi színvonalúak, és 2007-ben jó minősítést kapott a Quality Assurance Agency vizsgálatát követően. It is in the top tier for research earnings.
| Felmérés             | Helyezés   | Helyezés  | Helyezés             | Forrás |
| Felmérés             | Globálisan | Európában | Egyesült Királysában | Forrás |
| -------------------- | ---------- | --------- | -------------------- | ------ |
| QS World             | 40.        | 8.        | 8.                   | [ 32 ] |
| The Higher Education | 38.        | 9.        | 6.                   | [ 33 ] |
| US News              | 36.        | 7.        | 5.                   | [ 34 ] |
| Webometrics Ranking  | 60.        | 9.        | 6.                   | [ 35 ] |

## Neves hallagtók
A tudományok jelentős öregdiákjai közé tartozik a Nobel-díjas Peter Higgs (fizika), Sir Michael Houghton (orvostudomány) és Michael Levitt (kémia). Továbbá a polihisztor és az eugenika úttörője, Sir Francis Galton; Raymond Gosling; a Hepatitis C és a Hepatitis D genom társfelfedezője, Qui-Lim Choo; az in vitro megtermékenyítés (IVF) úttörője Patrick Steptoe; A Kiotó-díjas Anthony Pawson; Wolf-díjas Michael Fisher (fizika) és Sir James Gowans (gyógyászat); Lasker-díjas John Hughes; A Gairdner Alapítvány nemzetközi díjazottja, R. John Ellis; és a Royal Society legalább 111 tagja.
King költészetben és irodalomban jelentős öregdiákjai közé tartozik Sir W. S. Gilbert drámaíró, és Thomas Hardy, Sir Arthur C. Clarke, Virginia Woolf, Alain de Botton, Sir Michael Morpurgo , William Somerset Maugham, Charles Kingsley, C. S. Forester, John Ruskin, Radclyffe Hall, Dame Susan Hill, Hanif Kureishi, Maureen Duffy, Khushwant Singh, Sir Leslie Stephen és a Booker-díjas Anita Brookner.
King's neves hallgatói közé tartozik a Nobel-békedíjas Desmond Tutu, Fokváros érseke; Lord Carey, Canterbury egykori érseke; Jonathan Sacks, az Egyesült Királyság és a Nemzetközösség korábbi főrabbija; Richard Clarke, Írország prímása; Njongonkulu Ndungane és Joost de Blank, Fokváros érsekei; John Holder nyugat-indiai érsek és Churchill Julius, új-zélandi érsek.

### Állam- és kormányfők

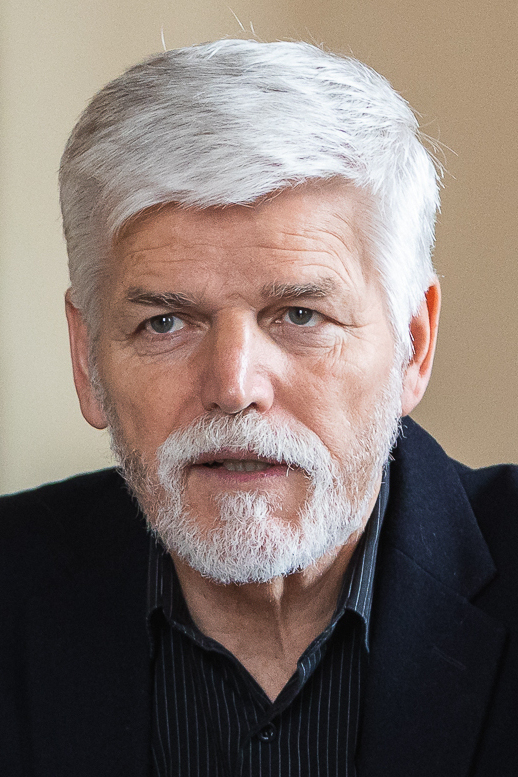
Petr Pavel, a Cseh Köztársaság elnöke

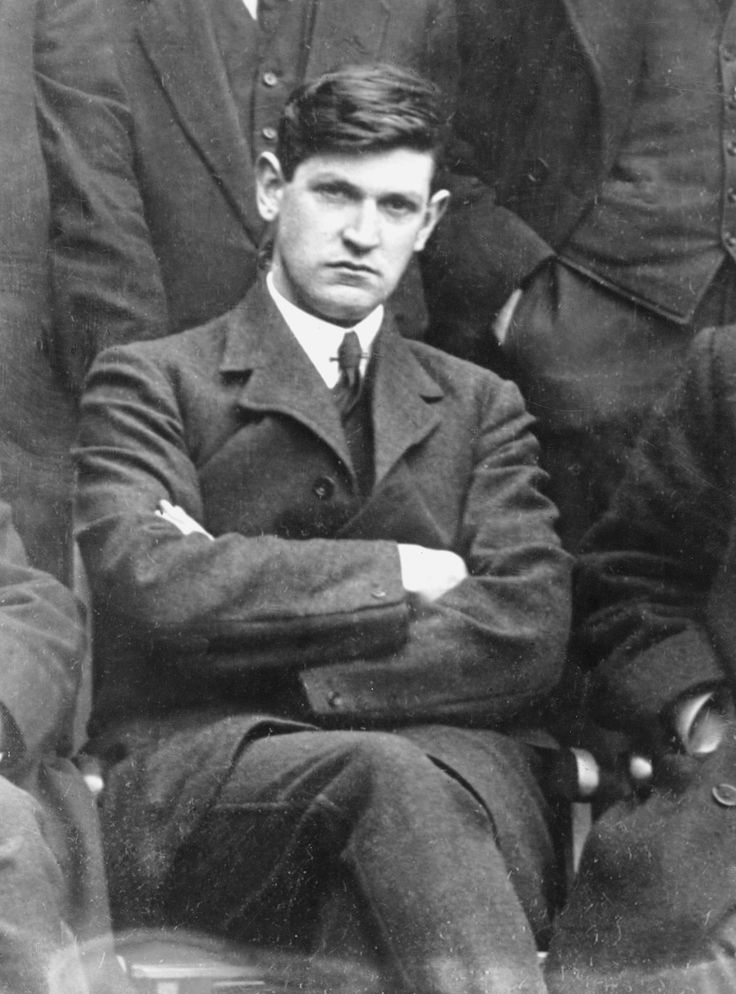
Michael Collins, ír forradalmi vezető, a Forradalmi Kormány elnöke

| Állam                                 | Alumni                  | Tisztség                                      | Forrás |
| ------------------------------------- | ----------------------- | --------------------------------------------- | ------ |
| Bahama-szigetek                       | Sir Lynden Pindling     | miniszterelnök (1969–1992; 1967–1969)         | [ 37 ] |
| Brit Virgin-szigetek                  | Augustus Jaspert        | kormányzó (2017–2021)                         | [ 38 ] |
| Ciprus                                | Tásszosz Papadópulosz   | elnök (2003-2008)                             | [ 39 ] |
| Ciprus                                | Gláfkosz Klirídisz      | elnök (1993-2003)                             | [ 40 ] |
| Ciprus                                | John Harding            | kormányzó (1955-1957)                         | [ 41 ] |
| Csehország                            | Petr Pavel              | elnök (2023–)                                 | [ 42 ] |
| Falkland-szigetek                     | Nigel Phillips          | kormányzó (2017–)                             | [ 43 ] |
| Ghána                                 | William Hare            | főkormányzó (1957-1960)                       | [ 44 ] |
| Gibraltár                             | Ed Davis                | kormányzó (2016–2020)                         | [ 45 ] |
| Grenada                               | Maurice Bishop          | elnök (1979-1983)                             | [ 46 ] |
| Irak                                  | Abd al-Rahman al-Bazzaz | miniszterelnök (1965-1966)                    | [ 47 ] |
| Írország                              | Michael Collins         | Az ír Ideiglenes Kormány elnöke (1922)        | [ 36 ] |
| Jordánia                              | Marouf al-Bakhit        | miniszterelnök (2005–2007; 2011)              | [ 48 ] |
| Moldova                               | Natalia Gherman         | miniszterelnök (2015)                         | [ 49 ] |
| Saint Kitts és Nevis                  | Sir Lee Moore           | miniszterelnök (1979-1980)                    | [ 50 ] |
| Saint Vincent és a Grenadine-szigetek | Sir Sydney Gun-Munro    | kormányzó (1976–1979) főkormányzó (1979–1985) | [ 51 ] |
| Seychelle-szigetek                    | France-Albert René      | miniszterelnök (1976-1977) elnök (1977-2004)  | [ 37 ] |
| Turks- és Caicos-szigetek             | Martin Bourke           | kormányzó (1993-1996)                         | [ 52 ] |
| Turks- és Caicos-szigetek             | John Freeman            | kormányzó (2016–2019)                         | [ 53 ] |
| Uganda                                | Godfrey Binaisa         | elnök (1979-1981)                             | [ 54 ] |

### Magyar hallgatói
- Dávid Dóra (LLB), a Tisztelet és Szabadság Párt európai parlamenti képviselője (2024–)
- Békés Gáspár (MSc), környezetvédelmi és biztonságpolitikai szakértő
- Vicsek Tamás (vendégkutató), Széchenyi-díjas magyar fizikus, a Magyar Tudományos Akadémia rendes tagja

### Jeles akadémikusok
- Charles Lyell geológus, a darwini evolúcióelmélet inspirátora
- Charles Wheatstone fizikus, feltaláló
- Robert Bentley Todd fizikus
- Joseph Lister sebész, az antiszeptikus sebészeti eljárások felfedezője és meghonosítója
- James Clerk Maxwell matematikus-fizikus
- Charles Glover Barkla, Nobel-díjas angol fizikus
- Edward Victor Appleton,  Nobel-díjas brit csillagász, fizikus
- Owen Willans Richardson, Nobel-díjas angol fizikus
- Rosalind Franklin, kémikus, röntgenkrisztallográfus
- Maurice Wilkins, orvostudományi Nobel-díjas biofizikus
- Roger Penrose, fizikai Nobel-díjas angol matematikus
- Mario Vargas Llosa, irodalmi Nobel-díjas esszéista, irodalomkritikus, akadémikus

## Képgaléria

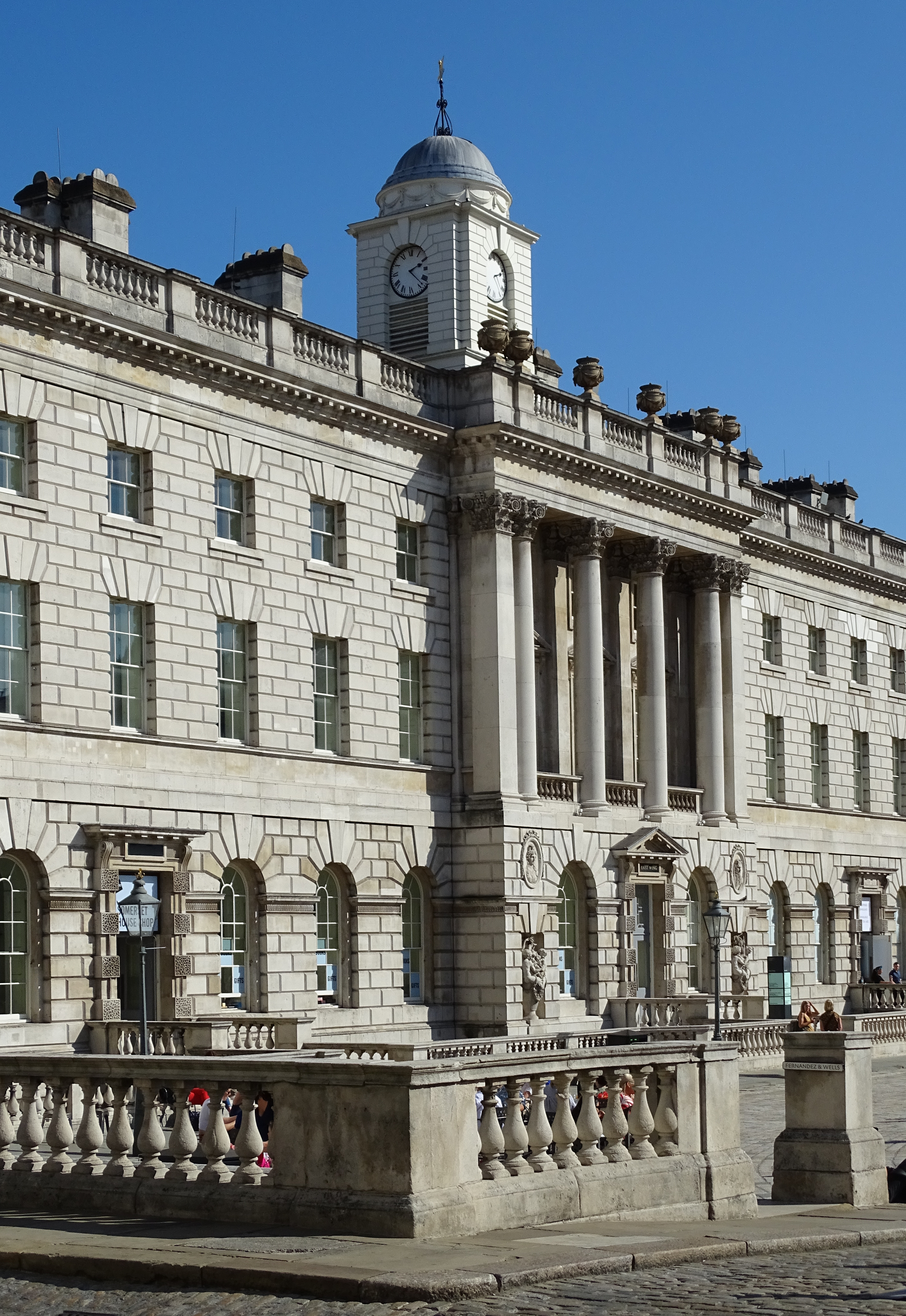
A Somerset House
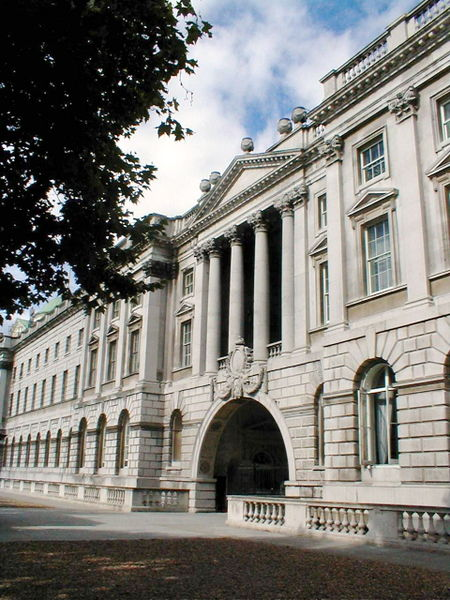
Strand Campus
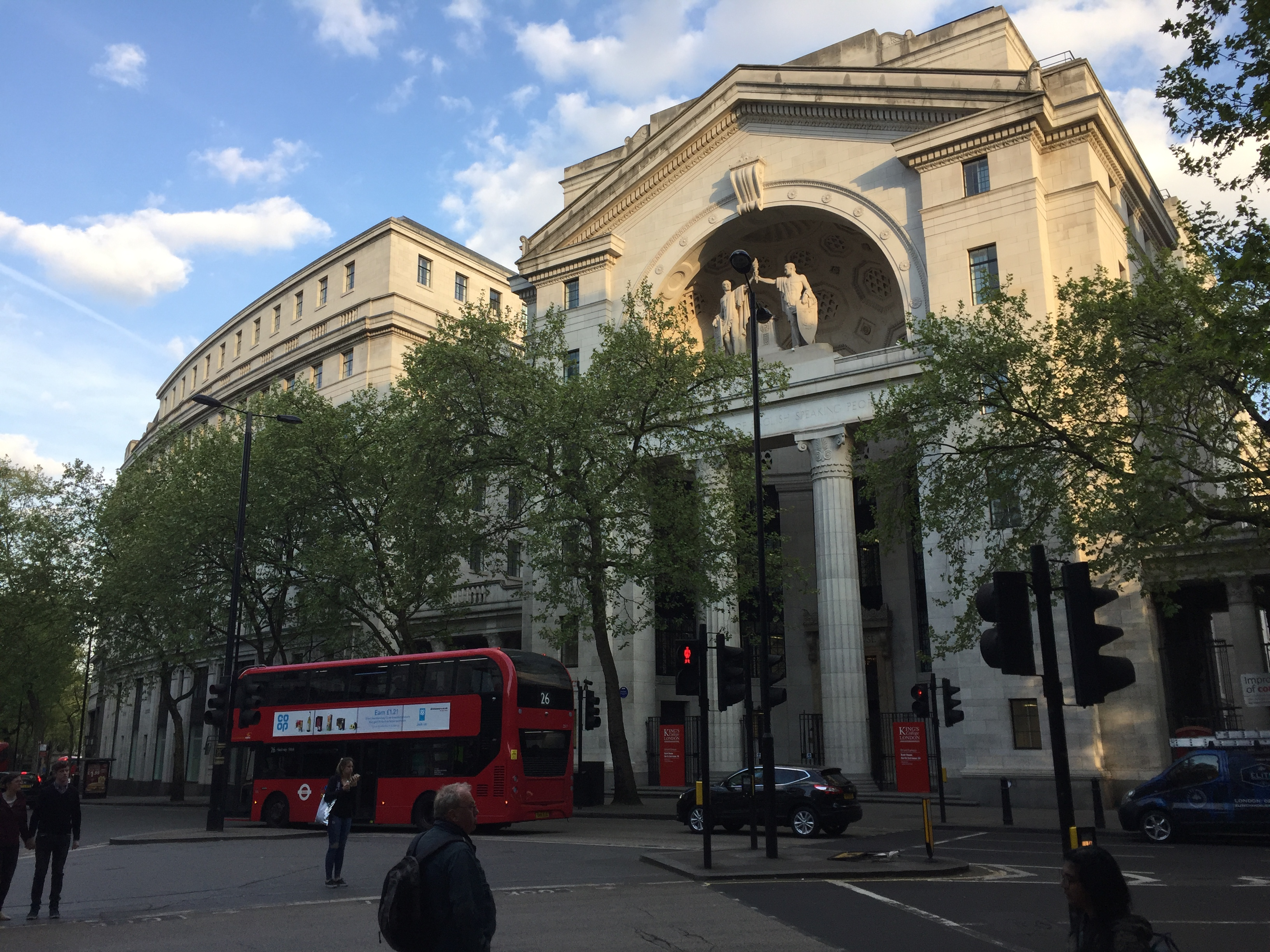
A Bush House
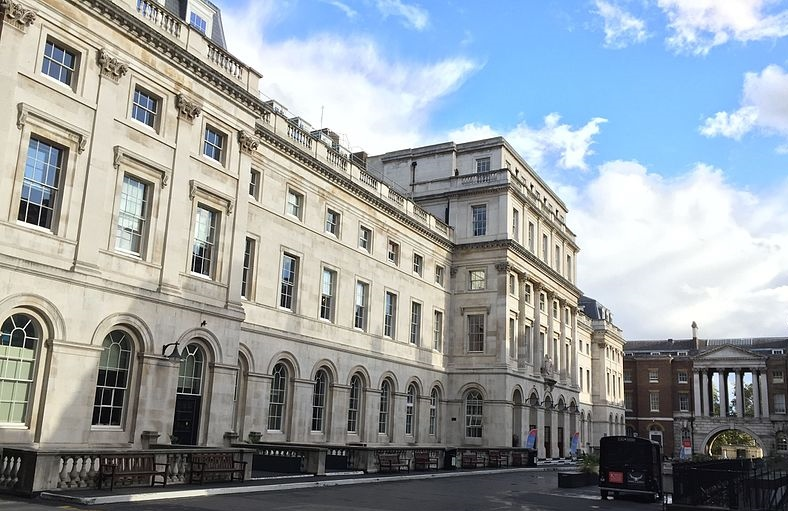
A King's Building
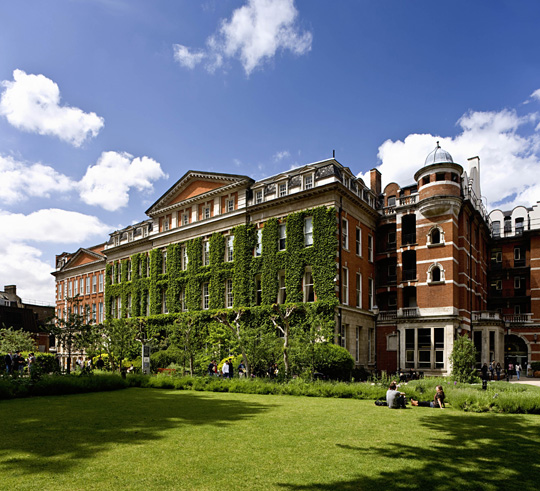
A Hodgkin Building

## Fordítás
- Ez a szócikk részben vagy egészben  a   King's College London című angol Wikipédia-szócikk ezen változatának fordításán alapul.  Az eredeti cikk szerkesztőit annak laptörténete sorolja fel. Ez a jelzés csupán a megfogalmazás eredetét és a szerzői jogokat jelzi, nem szolgál a cikkben szereplő információk forrásmegjelöléseként.